# デイヴ・ウェイナー
デイヴ・ウェイナー（Dave Weiner、1976年9月24日 - ）は、アメリカのミュージシャンで、スティーヴ・ヴァイのツアー・ギタリストとして最もよく知られている。また、オンラインでギター・レッスンも行っている。

## スティーヴ・ヴァイ
ウェイナーが初めてヴァイのバンドに参加したのは、彼がロサンゼルスのGITに通っていたときであった。在学中、彼はオフィスのインターンとして働き、そのオフィスの上司がスティーヴ・ヴァイのマネージャーを務めていた。彼はヴァイの家に新聞を配達し、ウェイナーは彼と個人的に知り合い、その後、彼にデモを渡した。約2週間後、彼の上司はヴァイから電話を受け、ヴァイのスタジオに来て14曲を練習し、彼と一緒にツアーに行くように依頼された。ウェイナーは23年間ヴァイのバンドの一員として演奏を続け、2022年に引退を発表した。

## ソロ
ウェイナーは3枚のソロ・アルバムもリリースしている。ファースト・アルバム『シャヴ・ザ・サン・アサイド』は、2004年6月にMeyer Jane Musicレーベルから最初にリリースされ、2005年3月にFavored Nationsから再リリースされた。これはインストゥルメンタル・アルバムで、ウェイナーは主に7弦ギターを演奏している。セカンド・アルバム『On Revolute』は、2010年5月25日に出荷が開始された。サード・アルバムには10曲のアコースティック・ナンバーが収録されており、『A Collection of Short Stories: Vol. 1』と題されている。2012年8月10日にリリースされた。

## ディスコグラフィ

### リーダー・アルバム
- 『シャヴ・ザ・サン・アサイド』 - Shove the Sun Aside (2004年)
- On Revolute (2010年)
- A Collection of Short Stories: Vol. 1 (2012年)
- Stsa-X (2016年)
- A Collection of Short Stories: Vol. 2 (2021年)